# Шеки (Лубенский район)
Шеки́ (укр. Шеки) — село,
Шековский сельский совет,
Лубенский район,
Полтавская область,
Украина.
Код КОАТУУ — 5322888401. Население по переписи 2001 года составляло 355 человек.
Является административным центром Шековского сельского совета, в который, кроме того, входит село
Хитцы.

## Географическое положение
Село Шеки находится на правом берегу реки Сула,
выше по течению на расстоянии в 2,5 км расположено село Хитцы,
ниже по течению на расстоянии в 4,5 км расположено село Снитин,
на противоположном берегу — село Хорошки.

## Экономика
- «Виктория», ООО.

## Объекты социальной сферы
- Школа І—ІІ ст.